# Miguel Rearte
Miguel Ángel Rearte (San Miguel de Tucumán, Tucumán, 1963 - San Miguel de Tucumán, Tucumán, 10 de octubre de 2022) fue un futbolista argentino que se desempeñaba como volante o lateral.

## Trayectoria

### Atlético Tucumán
Rearte debutó en Atlético Tucumán en el año 1983. En su primera temporada se coronó campeón de la Liga Tucumana y clasificó al Nacional 1984. En el campeonato nacional terminó segundo en su grupo y avanzó a la fase final del torneo. En 1986 se consagró campeón tucumano y logró la clasificación, por primera vez, al flamante Nacional B.

### Central Norte
En 1989 llegó a Central Norte. En 1991 se coronó campeón de la Liga Tucumana, cortando una racha negativa de 52 años sin ser campeón del equipo de Barrio el Bosque. Rearte se retiró del fútbol vistiendo la camiseta de Central Norte.

## Clubes
| Club             | País      |
| ---------------- | --------- |
| Atlético Tucumán | Argentina |
| Central Norte    | Argentina |

## Palmarés
| Título        | Equipo           | País      | Año  |
| ------------- | ---------------- | --------- | ---- |
| Liga Tucumana | Atlético Tucumán | Argentina | 1983 |
| Liga Tucumana | Atlético Tucumán | Argentina | 1986 |
| Liga Tucumana | Central Norte    | Argentina | 1991 |